# فرودگاه آره اوستشوند
فرودگاه آره اوستشوند (به انگلیسی: Åre Östersund Airport) یک فرودگاه همگانی مسافربری با کد یاتا OSD است که یک باند فرود آسفالت دارد و طول باند آن ۲۵۰۰ متر است. این فرودگاه در شهر اوستشوند کشور سوئد قرار دارد و در ارتفاع ۳۷۶ متری از سطح دریا واقع شده‌است.

## شرکت‌های هواپیمایی و مقصدهای پروازی
| شرکت‌های هواپیمایی                  | مقصدهای پروازی                               |
| ---------------------------------- | -------------------------------------------- |
| ایجین ایرلاینز                     | چارتر فصلی: رود                              |
| ایر اروپا                          | چارتر فصلی: پالما د مایورکا                  |
| دایرکتفلایگ اجرا توسط AIS Airlines | اومئو                                        |
| BRA Braathens Regional Airlines    | استکهلم-بروما فصلی: گوتنبرگ-لاندوتر، مالمو   |
| هواپیمایی کرواسی                   | چارتر فصلی: اسپلیت                           |
| کرندون ایرلاینز                    | چارتر فصلی: آنتالیا                          |
| ایزی‌جت                             | فصلی: گاتویک کپنهاگ (آغاز از ۱۶ دسامبر ۲۰۱۷) |
| فری‌برد ایرلاینز                    | چارتر فصلی: آنتالیا                          |
| نووایر                             | چارتر فصلی: رود                              |
| تی‌یوآی‌فلای نوردیک                  | چارتر فصلی: گرن کناریا                       |
| هواپیمایی اسکاندیناوی              | استکهلم-آرلاندا                              |